# Paroisse de Jefferson
Pour les articles homonymes, voir Jefferson et Comté de Jefferson.
La paroisse de Jefferson (anglais : Jefferson Parish) est située dans l'État américain de la Louisiane. Elle est nommée en l'honneur de Thomas Jefferson, le président américain qui a autorisé l'acquisition de la Louisiane. Aujourd'hui elle couvre la plupart de la banlieue de La Nouvelle-Orléans. Son siège est à Gretna. Selon le recensement de 2020, sa population est de 440 781 habitants. Elle a une superficie de 794 km² de terre émergée et 870 km² d’eau.
Elle est enclavée entre la paroisse d'Orléans (La Nouvelle-Orléans) à l'est, les paroisses de Lafourche et Saint-Charles à l'ouest et la paroisse des Plaquemines au sud-est. Le lac Pontchartrain est au nord de la paroisse, et le golfe du Mexique est au sud. Le fleuve Mississippi traverse la paroisse.   

## Démographie
Selon l'American Community Survey, pour la période 2011-2015, 82,24 % de la population âgée de plus de 5 ans déclare parler l'anglais à la maison, 11,27 % déclare parler l'espagnol, 2,04 % le vietnamien, 0,84 % le français, 0,68 % l'arabe, 0,50 % une langue chinoise et 2,43 % une autre langue.
| Groupe                           | Paroisse de Jefferson | Louisiane | États-Unis |
| -------------------------------- | --------------------- | --------- | ---------- |
| Blancs                           | 62,9                  | 62,6      | 72,4       |
| Afro-Américains                  | 26,3                  | 32,0      | 12,6       |
| Autres                           | 4,3                   | 1,6       | 6,4        |
| Asiatiques                       | 3,9                   | 1,6       | 4,8        |
| Métis                            | 2,1                   | 1,6       | 2,9        |
| Amérindiens                      | 0,5                   | 0,7       | 0,9        |
| Total                            | 100                   | 100       | 100        |
|                                  |                       |           |            |
| Hispaniques et Latino-Américains | 4,3                   | 37,6      | 16,7       |

## Communautés
Selon la population :
| Rive de l'est - Metairie (non-incorporée) - Kenner (ville) - River Ridge (non-incorporée) - Jefferson (non-incorporée) - Harahan (ville) - Elmwood (non-incorporée) | Rive de l'ouest - Marrero (non-incorporée) - Terrytown (non-incorporée) - Harvey (non-incorporée) - Gretna (ville) - Estelle (non-incorporée) - Woodmere (non-incorporée) - Timberlane (non-incorporée) - Westwego (ville) - Waggaman (non-incorporée) - Bridge City (non-incorporée) - Avondale (non-incorporée) | Bayou Barataria - Jean Lafitte (ville) - Lafitte (non-incorporée) - Barataria (non-incorporée) | Golfe du Mexique - Grand Isle (ville) |